# غريغوري التاسع

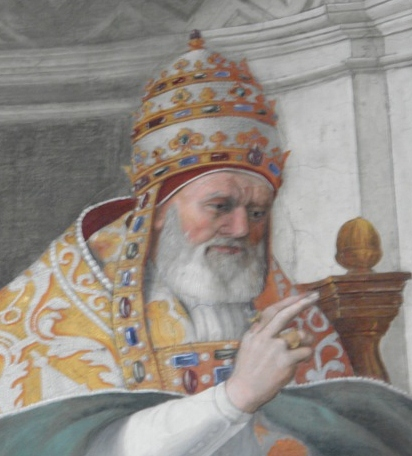
غريغوري التاسع

غريغوري التاسع (ولد في 1145م-والمتوفي في 22 أغسطس 1241م)واسمه الحقيقي اوجلينو دي كونتي، تقلد الباباوية في 19 مارس 1227م وحتى وفاته.
بعد ترقيته إلى كرسي البابوية في ختام الانتخابات البابوية عام 1227م، كلف غريغوري التاسع كونراد فون ماربورغ بالقضاء على الهرطقة في كل أنحاء ألمانيا. أصبح كونراد برعاية غريغوريوس قاتلاً ترعاه الدولة وقام بمسلسل من الإرهاب في الريف لم يتوقف إلا باغتياله في 1233م.
وما إن لبس غريغوري رداء الباباوية حتى بدأ بتوجيه الانتقادات اللاذعة إلى الإمبراطور الألماني فردريك الثاني واتهمه بالمماطلة في تنفيذ وعوده بشن حرب صليبية جديدة على الأراضي الفسلطينية وقد وصل الامر إلى الحرمان الكنسي واعلان ان فردريك خارج عن رحمه الكنسية. وأخيراً أدرك فريدريك الثاني أن مصلحته تستدعي القيام بحملة صليبية على فلسطين، فشكل الحملة الصليبية السادسة سنة 1228 وانطلقت إلى المشرق.
وصل عكا على رأس قوة صغيرة حيث لم يقصد الحرب، وإنما اعتمد على الأساليب الدبلوماسية والمفاوضات للحصول على كسب سريع. وتمكن فريدريك الثاني في يافا من عقد معاهدة مع السلطان الأيوبي الكامل، حصل فيها على القدس وبيت لحم وشريط ساحلي ضيق في فلسطين، وبذا حقق نصراً عجزت عنه الحملات الصليبية الكبيرة التي وفدت إلى فلسطين بعد تحرير القدس سنة 1187م على يد صلاح الدين الأيوبي، وتوج فريدريك نفسه ملكاً على القدس عام 1229. لم تطل إقامة فريدريك الثاني في فلسطين، بل عاد بسرعة إلى إيطاليا فوجد قوات البابا غريغوري التاسع قد استغلت فرصة غيابه وأغارت على أملاكه في جنوبي إيطاليا، بل بلغ الأمر بالبابا أن أذاع خبر موت الإمبراطور في المشرق ليضعف مركزه في إيطاليا وألمانيا. ولما وصل الإمبراطور الألماني إلى إيطاليا اضطر البابا لعقد الصلح معه، وبمقتضى هذا الصلح رفع عنه قرار الحرمان من رحمة الكنيسة، وسمي هذا صلح «سان جرمانو» (1230م)، وقد استمر النزاع بين البابوية والامبراطورية حتى وفاة الإمبراطور فريدريك الثاني في إيطاليا وهو في طريقه لمواجهة خصومه في شمالي إيطاليا.

## روابط خارجية
- غريغوري التاسع على موقع الموسوعة البريطانية (الإنجليزية)
- غريغوري التاسع على موقع إن إن دي بي (الإنجليزية)